# 일반영상 검사
일반영상 검사(simple radiography) 또는 일반촬영, 단순 방사선 검사는 X선을 인체에 조사하여 검출기로 검출한 영상을 만들어서 몸 속을 간접적으로 검사하는 방법 중 하나이다.

## 원리
X선관에서 발생된 엑스선이 인체를 투과하여 몸 안의 물질의 종류, 밀도 등으로 인하여 감약된다. 이 감약된 부분을 검출기로 통하여 영상화한 뒤 이 영상을 이용하여 의학적으로 도움이 되는 각종 진단을 하게 된다. 일반적으로 촬영하는 사진(Photography)과 다른 점은, 사진은 물체를 반사한 빛을 검출하여 영상화하는 반면 X선 검사는 물체를 투과한 방사선을 검출하여 영상화한다는 것이다.

### 검출기의 종류
현재 의료용으로 주로 사용되는 검출기의 종류로는 크게 세 가지가 있다.

#### 필름 스크린 검출기
카세트라고 불리는 필름-스크린 수납장치를 통하여 몸을 투과한 X선을 검출한다.
몸을 투과한 X선이 카세트 속 형광물질인 스크린(증감지)을 발광시키면 증감지와 겹쳐놓은 X선용 필름이 이 빛에 감광되게 된다. 검사 후에 인화과정을 거치면 필름이 육안으로 감광된 정도를 확인할 수 있다. 이를 밝은 빛에 비추어서 영상을 확인하게 된다.
이 필름은 보통 할로겐화은으로 이루어져 있기 때문에 장당 단가가 비싸다. 따라서 과거 집단 검진시 필름 사용을 절약하기 위해서 몸을 투과한 엑스선을 엑스선 미러 카메라장치(간접촬영기라고 한다.)를 통과시켜 작은 필름에 모이게 하는 방법을 사용하기로 하였다.

#### Computed Radiography(CR)
기존 필름-스크린 검출기에서는 스크린(증감지)의 발광으로 인하여 필름이 감광된 반면 CR 장치에서는 몸을 투과한 엑스선이 바로 CR카세트 내부에 있는 검출기인 Image Plate(IP)로 조사되게 된다.
X선에 노출된 CR 카세트를 전용 처리기(디지타이저)에 넣게 되면 기기 내부에서 레이저를 조사하는데, IP의 X선 조사 정도에 따라서 각기 다른 정도로 레이저가 반사되면 CR 디지타이저에서 이 레이저를 검출하여 영상화한다. 검출이 끝난 IP에 강한 빛을 조사하여 내용을 지우고 난 뒤 카세트에 재수납하여 다음 검사시에 사용한다.
CR의 장점은 IP의 재사용이 가능하며, IP로 직접 조사된 X선을 이용하여 정보를 획득하기 때문에 적절한 영상화 과정을 거친다면 필름 사용시보다 좀 더 선명한 영상을 얻을 수 있다. 또한 기존 필름-스크린 검출기에서 필요로 하던 암실이 필요치 않으며 이로 인하여 검사자가 더 편리하게 검사할 수 있다. 하지만 장비의 가격이 비싼 단점이 있다.

#### Digital Radiography(DR)
몸을 투과한 엑스선을 별도의 인화과정이나 리딩과정 없이 바로 검사 영상을 획득하는 방법이다. X선 영상을 획득하는 다양한 방법이 있으나 주로 반도체 소자를 이용하여 X선을 검출해 낸다.